# Омелян Проценко
Омеля́н Проце́нко (*1610 (?) - †1653) —  український військовий діяч періоду Хмельниччини, березівський сотник (1649), прилуцький сотник (1649-1651), полковник прилуцький наказний (1652-1653). Брав участь у визвольній боротьбі під проводом Богдана Хмельницького.
Походив зі шляхетного роду, його нащадки були затверджені в російському дворянстві.

## Історичний нарис
Вперше Прилуцький полк був сформований на початку XVI століття. Устрій українського козацтва почався з прийняття булави Князем Євтафієм Рожинським в 1515 році. В Україні він поділив околичних та курінних козаків на полки, кожному полку надав у резиденцію місто, а назву полку дав співзвучну з містом. Тодішні полки мали до двох тисяч козаків. Головною старшиною полків були назначені полковники. Полки поділялися на сотні, сотнями керували — сотники, які підпорядковувались полковнику. Всі чини вибирались козацьким товариством. Рожинським було сформовано двадцять полків реєстрового козацтва: Київський, Чернігівський, Сіверський, Переяславський, Канівський, Черкаський, Чигиринський, Уманський, Корсунський, Брацлавський, Калницький, Кропич'янський, Острянський, Миргородський, Полтавський, Гадяцький, Ніжинський, Лубенський, Прилуцький та Вінницький, які за королем польським Сигізмундом І були схвалені для оборони краю від регулярних нападів татар.
Після перемоги реєстрового козацтва над 35-тисячним польським військом неподалік Куруківського озера (передмістя Кременчука) під проводом Жмайла Марка був укладений з урядовим командуванням Польщі невигідний для козацтва Куруківський договір. За угодою козацьке реєстрове військо було поділене на 6 полків: Білоцерківський полк; Канівський полк; Київський полк; Корсунський полк; Переяславський полк і Черкаський полк. Козаки Прилуки увійшли в Київський полк у складі Ічнянської сотні. Полкова канцелярія перебувала в сотенному місті Козельці. Під час Визвольної війни 1648-1657 років під проводом Богдана Хмельницького на зразок реєстрових полків були сформовані козацькі полки, що стали військовими та адміністративно-територіальними одиницями української козацької держави — Гетьманщини.

Розташування полку на мапі

За часів Богдана Хмельницького Прилуцький полк очолювали: полковник Іван Шкурат-Носач (Мельниченко). Він зложив пернач, став сотником Прилуцьким до 1651 року. Вдруге став полковником з березня по червень 1651 року. Полк брав участь у Берестейській битві, де полковник Шкурат загинув; його наступник Федір Кисіль став полковником Прилуцьким у 1649 році, а потім повернувся у свій Чигиринський полк, де зафіксований як товариш полку (1649); наступний Скраєнко Федір був полковником Прилуцьким з липня по жовтень 1649 року, а потім зложив пірнач полковника і залишився полковим товаришем Прилуцького полку;  полковник Тиміш Носач спочатку очолював Остерський полк в 1648-1649 рр., а потім змінив старого Скраєнка на полковництві Прилуцькому після того, як Остерський полк був злитий з Переяславським. У 1650 році він на чолі полку брав участь у молдавському поході. Носач був генеральним обозним за Богдана Хмельницького, Івана Виговського, Юрія Хмельницького і Павла Тетері. Задля зміцнення керівництва прикордонного Брацлавського полку Богдан Хмельницький послав Носача полковником у Брацлав. Носач керував полком у Жванецькій битві, у боях на Брацлавщині навесні 1654 р. Повернувся на посаду генерального обозного і брав участь в облозі Львова; потім полковником Прилуцьким став козак Монастирищинської сотні Семен Герасимів. Його було знищено разом з Миргородським полковником Гладким та сотником Краснянським; наступний полковник Яцько Воронченко після полковництва Черкаського (1649-1650) став полковником прилуцьким. Його родовою маєтністю було село Воронівка — «со всех сторон окружена земляной насыпью, довольно сохранившейся».
За Хмельницького протягом усього періоду був сотником Прилуцьким полковим Омелян Проценко, який до 1649 року був сотником Березівським. Він став наступним Прилуцьким полковником наказним з листопада 1652 по жовтень 1653 року, а потім з жовтня 1653 року був призначений наказним полковником прилуцьким Трохим Федченко. В сотні Омеляна Проценка воював Малош Вовченко, майбутній полковий обозний (1658), а потім був городовим отаманом прилуцьким (1658-1663). У травні 1652 року полк Прилуцький складався з 20 сотень кількостю 2006 козаків. Він брав участь у розгромі польської армії під Батогом. Тоді українські війська зайняли територію по р. Случ. Омелян Проценко в складі козацького корпусу Богдана Хмельницького водив Прилуцький полк на Молдову, брав участь у сутичках під Случчю в жовтні 1653 року. В наступні роки визвольної боротьби відомості про Омеляна Проценко відсутні.